# Sveti Ivan (Malinska – Dubašnica)
Sveti Ivan je naselje u Hrvatskoj u sastavu općine Malinske – Dubašnice. Nalazi se u Primorsko-goranskoj županiji.

## Zemljopis
Nalazi se na otoku Krku. Zapadno su Sveti Anton i Sabljići, istočno su Ljutići i Barušići, sjeverno su Milovčići, sjeveroistočno je Oštrobradić, Žgombići i Kremenići, jugozapadno su Strilčići, jugoistočno je jezero Ponikve.

## Stanovništvo
| broj stanovnika | 96    | 105   | 84    | 75    | 61    | 54    | 57    | 49    | 42    | 39    | 34    | 44    | 37    | 45    | 52    | 72    | 89    |
|                 | 1857. | 1869. | 1880. | 1890. | 1900. | 1910. | 1921. | 1931. | 1948. | 1953. | 1961. | 1971. | 1981. | 1991. | 2001. | 2011. | 2021. |